# César Mousinho
Augusto César da Costa Mousinho († 1975 in Dili, Portugiesisch-Timor) war ein portugiesischer Administrator, Offizier und osttimoresischer Politiker.
Mousinho war Mitglied der Acção Nacional Popular, der portugiesischen Einheitspartei. In der Kolonie Portugiesisch-Timor war er von 1961 bis Februar 1962 Administrator des Verwaltungsamtes Iliomar. Am Ende der portugiesischen Herrschaft war er Bürgermeister der kolonialen Hauptstadt Dili. 1974 gehörte Mousinho zu den Gründern der ersten Partei Portugiesisch-Timors, der União Democrática Timorense (UDT), und war ihr Vizepräsident. Mousinho war einer der UDT-Vertreter, die nach Indonesien und Australien zu Verhandlungen über die Zukunft der Kolonie reisten. Im Bürgerkrieg, der dem Putschversuch der UDT folgte, geriet Mousinho in Baucau in Gefangenschaft der FRETILIN und wurde zurück nach Dili gebracht. Dort wurde er misshandelt und schließlich hingerichtet. Es wird vermutet, dass sein Leichnam in einem Massengrab in Aissirimou beerdigt wurde.